# O Pátio das Cantigas
O Pátio das Cantigas é um filme português de 1942, realizado por Francisco Ribeiro que tem lugar num típico bairro lisboeta por ocasião das festas dos Santos Populares, através de um fabuloso jogo de equívocos e duplos sentidos numa comédia inesquecível, com Vasco Santana, António Silva e Ribeirinho.
Com estreia a 30 de Julho de 2015, o realizador Leonel Vieira fez um remake do filme, protagonizado por Miguel Guilherme, César Mourão, Dânia Neto e Sara Matos.

## Sinopse
Num típico pátio lisboeta, por altura das festas dos Santos Populares, um punhado de gente simples vive o seu quotidiano, os seus sonhos, desilusões, paixões, ciúmes e alegrias numa atmosfera quase encantada. Alfredo é um bom rapaz cujo irmão Carlos, um estouvado, namora a frívola Amália. A irmã desta, Suzana, ama por sua vez Alfredo. Narciso, o pai de Rufino e seu sócio na leitaria do bairro, é um bêbado crónico e um virtuoso da guitarra. Rosa, uma bem disposta viúva que vende flores, é por sua vez cortejada por Narciso e pelo intratável e arrogante Evaristo, o merceeiro, pai da invejosa e mimada Celeste. A rivalidade entre Narciso e Evaristo vai ao rubro numa noite de bailarico no pátio que termina numa autêntica batalha campal. Por fim tudo se compõe entre os vários pares amorosos e no pátio a vida segue serenamente.

## Elenco
- Maria José das Neves - Sra. Rosa
- Vasco Santana - Narciso Fino
- António Silva - Evaristo Droguista
- Laura Alves - Celeste, filha de Evaristo
- Barroso Lopes - João Magrinho
- Carlos Otero - Alfredo
- António Vilar - Carlos Bonito
- Maria Paula - Amália
- Graça Maria - Susana, irmã de Amália
- João Silva - Sr. Heitor
- Carlos Alves - Engenhocas
- Eliezer Kamenesky - Boris Dunov
- Regina Montenegro - Margarida
- Armando Machado - Marques
- Reginaldo Duarte
- Maria da Graça - Maria da Graça
- Ribeirinho - Rufino Fino, filho de Narciso

## Crítica cinematográfica e Curiosidades
- O Pátio das Cantigas de 1941, é uma das mais célebres e amadas comédias populares do cinema português. Considerado por tudo e todos como uma das obras-primas do cinema português, este filme teve um sucesso sem limites, tanto no cinema, como na televisão e no mercado de DVD's e VHS's, cujo sucesso se prolongou até aos dias de hoje.
- Convergência de grandes talentos da época, o filme de Ribeirinho, produzido pelo seu irmão António Lopes Ribeiro e pelos dois escrito de parceria com Vasco Santana, assenta acima de tudo num primoroso jogo de diálogos, com duplos sentidos e um irresistível sabor revisteiro, bem como num lote admirável de grandes comediantes.
- Ribeirinho, A. Lopes Ribeiro e Vasco Santana captaram e registaram com humor e sensibilidade toda a atmosfera lisboeta, bairrista e popular por ocasião das festas dos Santos Populares, a partir de um punhado exemplar de personagens tipificadas, envolvidas nas suas querelas, confrontos e desejos pessoais.
- O único filme português que conseguiu coligar a propaganda política com o humor e o faro revisteiro do filme, que fez com que essa mesma propaganda fosse totalmente ignorada pelos seus admiradores até aos dias de hoje. Tudo isto, servido por uma realização discreta e eficaz num filme que conta com gags memoráveis, como o de Vasco Santana regressando a casa bêbado e tentando obter lume de um candeeiro da via pública, que lhe vai servir de "guia" até chegar à cama.[3]
- Mas o que há de mais notável em O Pátio das Cantigas é, sem dúvida, o espantoso jogo da representação, do mau génio e arrogância de António Silva às atribulações do tímido Ribeirinho, passando pelas calinadas, verbais e melódicas («Ó Evaristo, tens cá disto?», ficou célebre), de Laura Alves e, acima de tudo, pela alegria ébria e pela insolência provocadora de Vasco Santana, que teve um dos seus melhores desempenhos neste filme.
- As gravações do filme, ao contrário do que muitos julgavam, decorreram na cidade de Coimbra.
- Por acaso, a fadista Amália Rodrigues foi convidada pelo produtor e realizador para entrar no filme, mas António Vilar impediu que tal acontecesse, por causa de achar a cara dela nada fotogénica, e demasiado feia. Isso valeu a António Vilar o título de "vedetista", e o mesmo passou a ser odiado por todos os artistas do cinema nacional.
- O papel de Maria da Graça originou confusões, pois todos pensavam que ela era mesmo brasileira, quando ela era portuguesa de Lourenço Marques, e não conhecia o Brasil. Na época, Maria da Graça era uma das mais populares cançonetistas da Emissora Nacional. Mais tarde, em 1944, é que Maria da Graça foi para o Brasil, cantar na Rádio Nacional do Rio de Janeiro.